# Peter Mansfield
Pour les articles homonymes, voir Mansfield.
Sir Peter Mansfield, né le 9 octobre 1933 à Lambeth et mort le 8 février 2017 à Nottingham, est un physicien britannique qui a reçu le prix Nobel de physiologie ou médecine 2003 pour ses découvertes concernant l'imagerie par résonance magnétique (IRM). Ce prix Nobel fut partagé avec Paul Lauterbur, qui contribua également au développement de l'IRM.
Peter Mansfield a été professeur à l'université de Nottingham, en Angleterre.

## Biographie
Né en 1933, le plus jeune de trois frères, Peter Mansfield provenait d'un milieu modeste du sud-est de Londres, son père était monteur d'installation au gaz à la South Metropolitan Gas Company. Durant la Seconde Guerre mondiale, il est évacué plusieurs fois de Londres, comme les autres enfants (durant le Blitz, V1 et V2). Après la guerre, il est étudiant au collège de Peckham. Il quitte l'école à 15 ans et devient imprimeur jusqu'à l'âge de 18 ans. S'intéressant aux fusées, il est employé dans un service de propulsion des fusées au Ministry of Supply (Ministère de l'approvisionnement militaire).
Il parvient à atteindre un excellent niveau en suivant les cours du soir, le rendant admissible pour des études universitaires. En 1956, il entre au Queen Mary College de Londres, obtenant son B.Sc. en 1959 puis son Ph.D. en 1962. Au cours de ces études, il travaille sur les spectromètres RMN pour mesurer le champ magnétique terrestre, puis sur les transistors.
Après un stage de deux ans aux États-Unis, il est membre enseignant de physique à l'université de Nottingham à partir de 1964. En 1971, il obtient un budget de recherche pour acheter un ordinateur Honeywell de 4 k de mémoire, réalisant en 1972 le premier spectromètre contrôlé par ordinateur, capable d'analyser rapidement des cristaux de fluorure de calcium.
En 1978, il est volontaire pour être la première personne à subir un examen RMN, afin d'en montrer l'efficacité et la sûreté. La première image publiée est celle de l'abdomen de Mansfield. L'imagerie magnétique médicale se développe dans les années 1980-1990. Peter Mansfield se retire de ses activités d'enseignant en 1994, tout en poursuivant des recherches sur la sécurité des champs magnétiques (nuisances sonores, interférences) lors d'un examen RMN.
Il est fait Chevalier en 1993 et reçoit le prix Nobel de Physiologie ou Médecine en 2003. Il publie son autobiographie The Long Road to Stockholm en 2013, chez Oxford University Press.
Il meurt le 8 février 2017, à l'âge de 83 ans.

## Travaux
Le prix Nobel de physique 1952, attribué à Felix Bloch et à Edward Purcell, concernait le développement de la résonance magnétique nucléaire (RMN), le principe scientifique à la base de l'IRM. Cependant, pendant plusieurs décennies la résonance magnétique fut utilisée principalement pour étudier la structure chimique des substances. C'est seulement dans les années 1970 que les travaux de Lauterbur et de Mansfield sur la RMN purent être utilisés pour produire des images du corps.
Peter Mansfield est crédité pour avoir montré comment les signaux radio de l'IRM peuvent être analysés mathématiquement, rendant possible la conversion de ces signaux en une image exploitable. Il est aussi crédité pour avoir démontré que l'imagerie rapide était possible en développant le protocole IRM appelé echo-planar imaging. Le protocole Echo-planar imaging permet de collecter les images pondérées T2* beaucoup plus rapidement qu'auparavant. Il a également rendu l'imagerie par résonance magnétique fonctionnelle (IRMf) réalisable.

## Distinctions et honneurs
- Il a été fait chevalier par la reine Élisabeth II le 23 avril 1993[4]
- Il a reçu le titre de docteur honoris causa de l'université Jagellonne de Cracovie en 2000[5]
- Il a reçu le prix Nobel de physiologie ou médecine avec Paul C. Lauterbur en 2003[6]